# Вот это развлечение!
«Вот это развлечение!» (англ. That's Entertainment!) или «Это Голливуд!» — документальный фильм-компиляция, вышедший на экраны в 1974 году. Успех ленты привёл позже к появлению второй (1976) и третьей (1994) её частей.

## Сюжет
К своему 50-летию студия Metro-Goldwyn-Mayer выпустила фильм, призванный продемонстрировать её успехи в жанре киномюзикла. Картина по большей части состоит из музыкальных и танцевальных сцен, которые скомпилированы из множества фильмов, снятых на студии в 1920-е — 1950-е годы, в том числе из таких ставших классическими лент, как «Поющие под дождём», «Волшебник страны Оз», «Жижи», «Американец в Париже» и «Встреть меня в Сент-Луисе». В качестве рассказчиков выступают звёзды кино, передающие слово друг другу по ходу фильма, — Фрэнк Синатра, Джин Келли, Фред Астер, Питер Лоуфорд, Дебби Рейнольдс, Бинг Кросби, Джеймс Стюарт, Элизабет Тейлор, Микки Руни, Дональд О'Коннор и Лайза Миннелли, рассказавшая о своей матери Джуди Гарленд.